# Larry Taylor (football canadien)
Pour les articles homonymes, voir Larry Taylor et Taylor.
Larry Taylor né le 30 mai 1985 à Fort Lauderdale en Floride, est un joueur de Football canadien et ancien joueur des Alouettes de Montréal. Il joue actuellement aux Stampeders de Calgary 